# 艾杰德
艾杰德，是匈牙利杰尔-莫雄-肖普朗州所辖的一个村。总面积13.43平方公里，总人口536，人口密度39.9人/平方公里（2011年1月1日）。